# El león enamorado

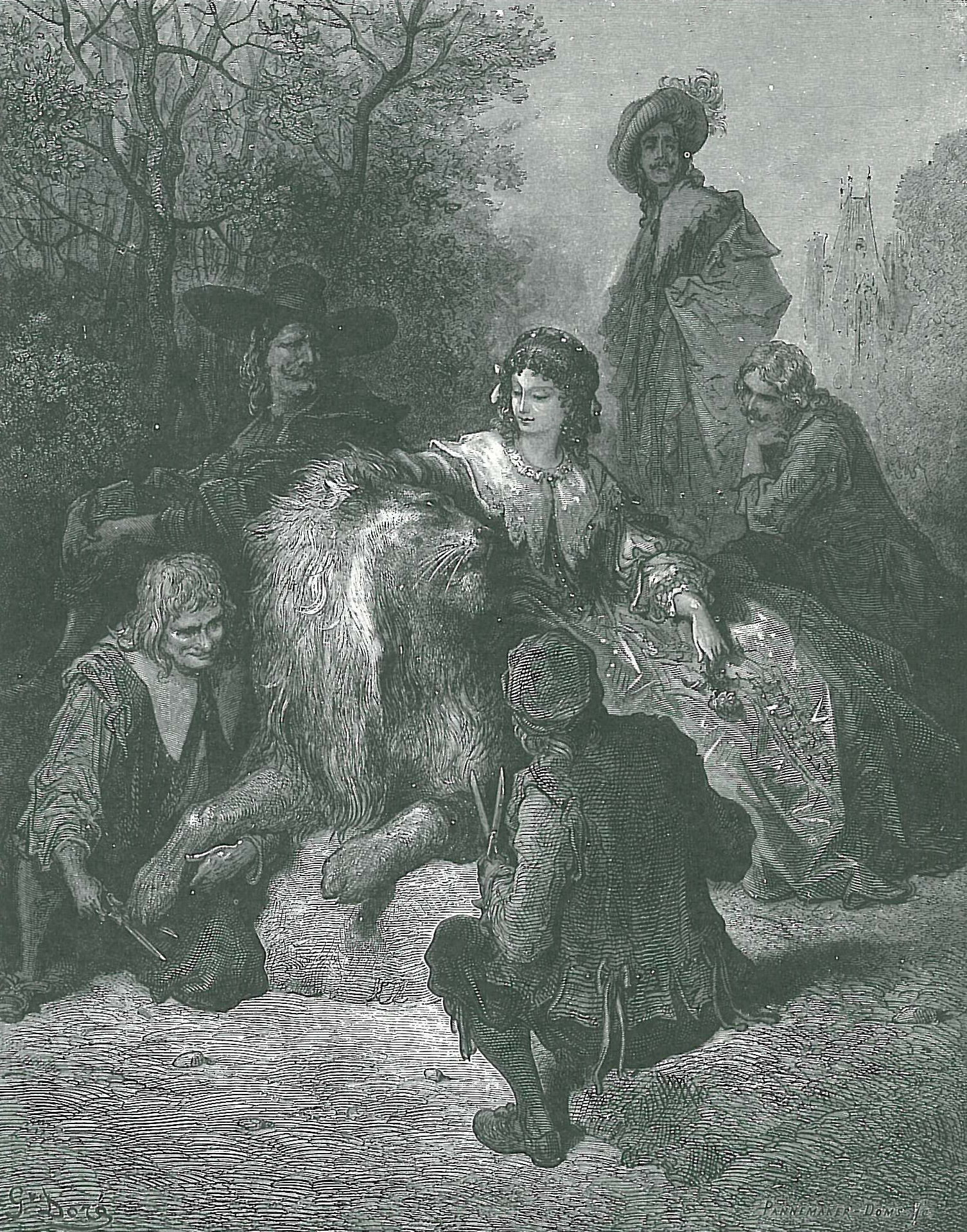

El león enamorado (Λέων ερασθείς και γεωργός) es una fábula atribuida a Esopo.

## Argumento
Un león, enamorado perdidamente de la hija de un labrador, le pidió  matrimonio. El señor, no queriendo aceptarle la petición pero tampoco a negársela, por miedo a la fiera, le propuso que se la daría si se cortaba las uñas y se quitaba los dientes, porque esas puntas asustan a la joven.
El león aceptó los sacrificios porque en verdad la amaba. Una vez que el león cumplió lo solicitado, cuando volvió a presentarse ya sin sus poderes, el labrador lleno de desprecio por él, lo despidió sin piedad a golpes.
La fábula hace alusión al sacrilegio innecesario del que puede ser víctima una persona al someterse a una relación poco natural.